# Krama (groupe)

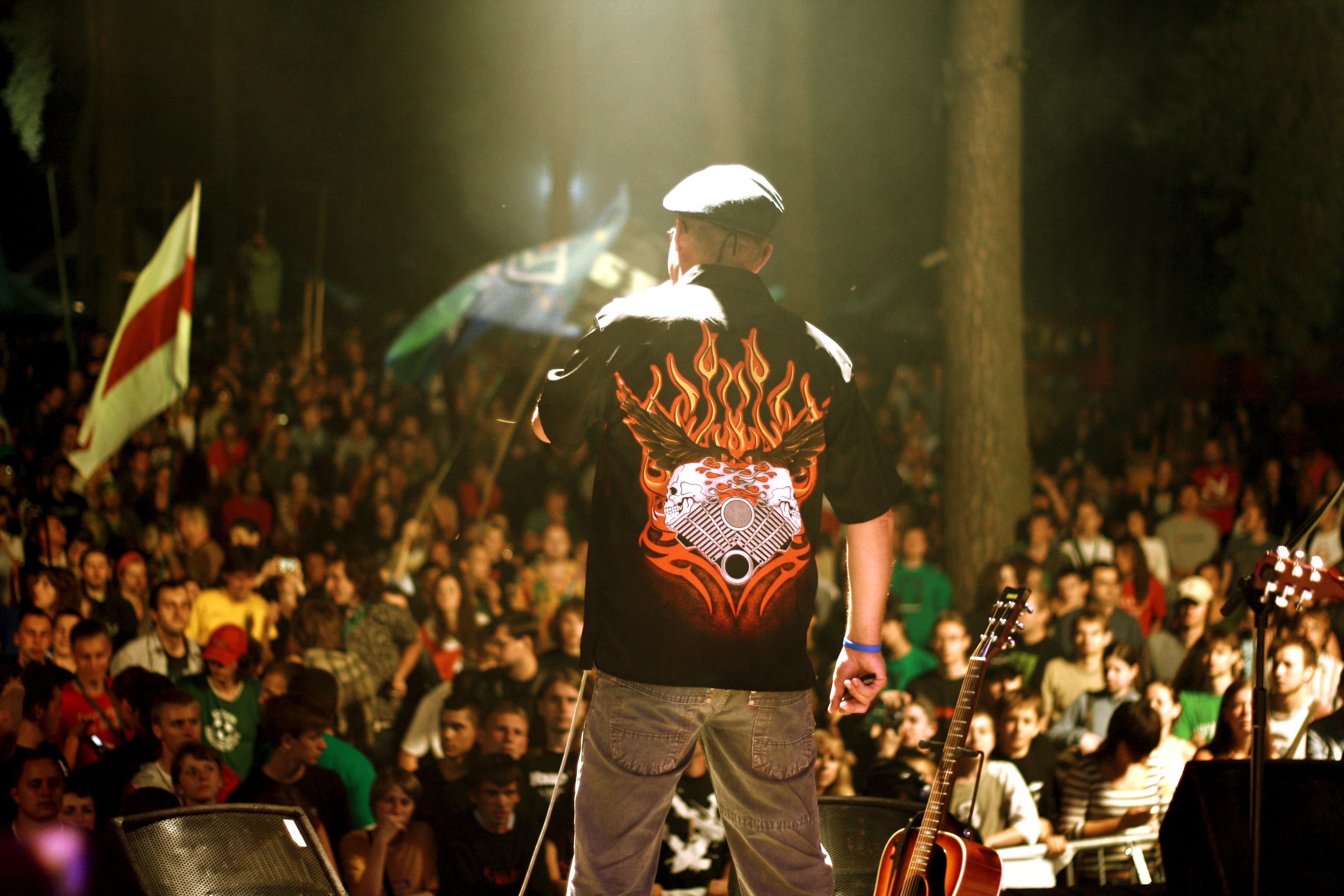
Krama en concert en Pologne en 2007

Krama est un groupe de rock 'n' roll biélorusse créé en 1991, à l'époque des pénuries alimentaires dans l'URSS. "Krama" est lié à la notion de faire la queue. Cependant, le groupe ne se réclame pas contestataire.

## Albums
| Année | Titre Original | Traduction   | Label           |
| ----- | -------------- | ------------ | --------------- |
| 2021  | Зацьменны блюз | Bleus foncés | MediaCube Music |
| 2014  | Белая вада     | Eau vive     | BMA Group       |

## Littérature
- (be) Д.П., уклад. Дз. Падбярэзскі і інш, Энцыклапедыя беларускай папулярнай музыкі, Мінск, Зьміцер Колас,‎ 2008, 2000 экз éd., 142–143 p. (ISBN 978-985-6783-42-8), « «КРАМА» »

## Liens
http://music.fromby.net/article/607/ les œuvres de Krama.